# Південно-Східна залізниця
Південно-Східна залізниця — філія ВАТ «Російські залізниці» (рос. РЖД). 

## Загальна інформація
Залізниця пролягає територією областей розташованих на південному сході європейської частини Росії: Воронезької, Бєлгородської, Волгоградської, Курської, Рязанської, Тамбовської, Липецької, Саратовської. Управління залізниці в Воронежі. Експлуатаційна довжина залізниці — 3 648,3 км (станом на 1991 рік).
До складу залізниці входили відділення: Бєлгородське (до 1992 року у складі Південної залізниці), Мічурінське, Єлецьке, Ртищевське, Ліскинське. 
Основні вузлові станції залізниці: Єлець, Лиски, Отрожка, Ртищево, Грязі, Кочетовка, Балашов, Богоявленськ, Раненбург, Поворино, Розсош.
З 2012 замість 5 відділень створено 3 регіони — Бєлгородський, Ліскинський та Мічуринський.
Залізниця межує з залізницями: Приволзькою, Куйбишевською, Московською, Північно-Кавказькою залізницями (Росія) та Донецькою і Південною залізницями (Україна).

## Історія
Першою залізницею в межах Південно-Східної залізниці стала Рязансько-Козловська залізниця побудована у 1866 році. Ця лінія була подовжена до Воронежа і Ростова-на-Дону у 1871 році. 
Упровдож 1868—1871 років побудована залізниця Єлець — Грязі — Борисоглєбськ — Царицин і лінія Козлов — Тамбов — Саратов (її будувало товариство Тамбово-Саратовської залізниці, але наразі Південно-Східна залізниця володіє ділянкою від Мічурінська до Благодатки включно). 
Упродовж 1880—1890 років побудовано лінії і гілки залізниці: Харків—Балашов, Єлець — Валуйки, Талова — Калач. У ті ж роки товариство Рязано-Уральської залізниці будує лінії Астапово — Данков, Лебедянь — Єлець, Богоявленськ — Сосновка, Раненбург — Павелець з гілкою на Троєкурово — Астапово, Данков — Волово, Іноковка — Інжавино.
1893 створено акціонерно товариство Південно-Східних залізниць, що об'єднало Козлово-Воронезько-Ростовську і Орлово-Грязі-Царицинську залізниці.
1956 паровозне депо Ртищево, яке обслуговує найвантажонапруженіший хід Пенза — Поворино, переходить на тепловозну тягу.
1992 Бєлгородське відділення Південної залізниці було передане до складу Південно-Східної залізниці (ділянки Клюква — Сараєвка — Бєлгород — Наумівка, Сараєвка — Старий Оскол, Старий Оскол — Валуйки — Соловей, Бєлгород — Готня — Ільок-Пеньковка, Готня — Козачок, Бєлгород — Нежеголь).
У межах залізниці знаходиться кілька заводів що випускають продукцію для потреб залізниць або ремонтуючих рухомий склад: Воронезький тепловозоремонтний завод, Воронезький вагоноремонтний завод, Мічурінський локомотиворемонтний завод, Тамбовський вагоноремонтний завод.
1988 залізниця нагороджена орденом Трудового Червоного Прапора.
7 серпня 2017 відкрито технічний рух на ділянці Журавка — Міллерово, яка була побудована на території Ростовської та Воронезької областей в обхід історичної лінії, що пролягала теренами України.
З 15 листопада 2017 на залізниці в обхід України (Журавка – Міллерово) відкрито рух пасажирських поїздів.